# Мазингу-Динзей, Мишель Синда
Мишель Синда Мазингу-Динзей (нем. Michél Mazingu-Sinda-Dinzey; 15 октября 1972, Западный Берлин) — немецкий и конголезский футболист и тренер.

## Клубы
Начинал свою профессиональную карьеру в немецком клубе «Лихтерфельдер». Через низшие дивизионы полузащитнику удалось пробиться в Бундеслигу, где Мазингу-Динзей в течение нескольких сезонов выступал за «Штутгарт», «Санкт-Паули», «Герту» и «Мюнхен 1860». Завершил свою карьеру футболист в региональных лигах.

## Сборная
Являясь выходцем из конголезской семьи, Мазингу-Динзей в 1996 году получил приглашение выступать за сборную Заира, позднее переименованную в Демократическую Республику Конго. В её составе полузащитник выступал на трёх Кубках Африканских наций. Всего за национальную команду он провёл 33 матча, в которых забил три гола.

## Тренерская работа
После завершения карьеры Мазинга-Динзей пробовал себя в американском футболе. Некоторое время он играл за немецкую команду «Санкт-Паули Бакканирс». Некоторое время бывший футболист работал на телевидении.
Однако серьёзнее всего экс-полузащитник занялся тренерской работой. Получив необходимую лицензию, Мазинга-Динзей устроился помощником наставника в конголезский клуб «Сент-Элуа Лупопо». Позднее он руководил немецкими любительскими коллективами, а также работал селекционером в турецком «Диярбакырспоре». В марте 2019 года специалист был назначен на пост главного тренера сборной Антигуа и Барбуды.

## Общественная деятельность
Участвует в различных социальных и благотворительных проектах, направленных против детского алкоголизма и наркомании. Мазинга-Динзей женат и имеет двух детей (Патрис Мануэль и Жан-Филипп).